# Olivia Gatwood
Olivia Gatwood (Albuquerque, Nuevo México, 23 de febrero de 1992) es poeta y escritora estadounidense.

## Biografía
Olivia Gatwood nació en Albuquerque el 23 de febrero de 1992. Siendo adolescente, denunció a una panadería local ante la Comisión para la Igualdad de Oportunidades en el Empleo por acoso sexual. Más tarde, se graduó en el programa de ficción del Instituto Pratt en 2015.

## Trayectoria
Desde joven, Gatwood está interesada en temas que de violencia y agresión sexual. En 2018 fue finalista en premios como Brave New Voices, Women of the World y National Poetry Slam. Gatwood y su colega el poeta Megan Falley crearon un programa interactivo llamado Speak Like a Girl sobre problemas de género.
Gatwood es autora de dos libros de poesía, New American Best Friend (2017) y Life of the Party (2019). También colaboró con Woke: A Young Poet's Call to Justice (2020, con Mahogany L. Browne y Elizabeth Acevedo). Su primera novela, Whoever You Are, Honey, fue editada por The Dial Press en Random House en 2022.
En efecto, New American Best Friend es su primera obra publicada. En ella habla sobre su infancia, la transición de la adolescencia a la edad adulta, la sexualidad y la violencia. En 2017, New American Best Friend fue finalista del premio Goodreads Choice.
Su segundo libro, Life of the Party, fue publicado en 2019 por Penguin Random House.
En diciembre de 2018, Gatwood comenzó el podcast Say More con "su mejor amiga y colega poeta", Melissa Lozada-Oliva . en el que se entrevistan entre sí sobre temas y responden preguntas enviadas por correo electrónico de los oyentes. Había presentado su cuadragésimo episodio a finales de 2019.
La segunda temporada del podcast en 2020 con el episodio 41.